# Ballstraße 47 (Quedlinburg)

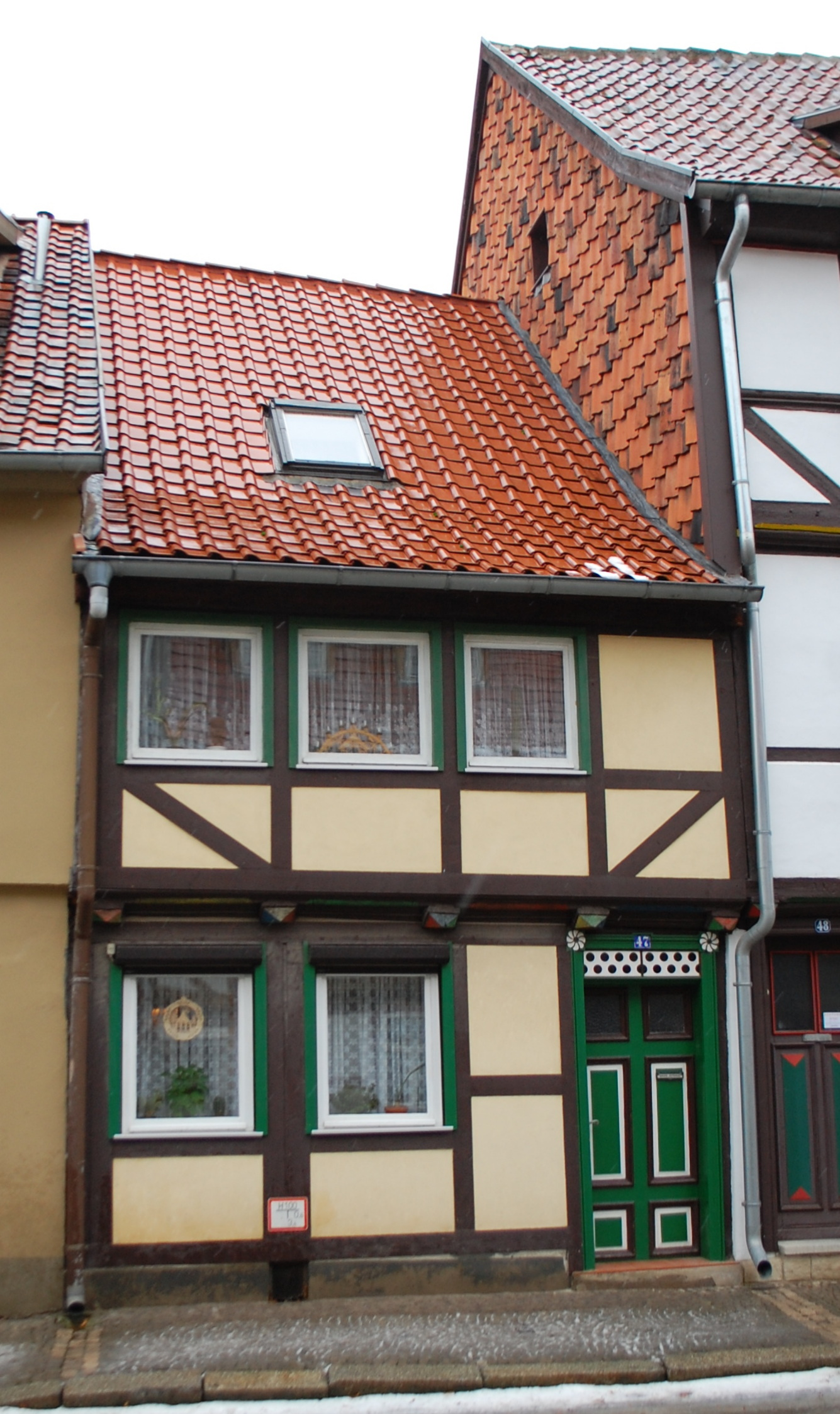
Ballstraße 47

Das Haus Ballstraße 47 ist ein denkmalgeschütztes Gebäude in der Stadt Quedlinburg in Sachsen-Anhalt.

## Lage
Es befindet sich im östlichen Teil der historischen Quedlinburger Neustadt und gehört zum UNESCO-Weltkulturerbe. Südlich grenzt das gleichfalls denkmalgeschützte Haus Ballstraße 48 an.

## Architektur und Geschichte
Das kleine zweigeschossige Fachwerkhaus entstand nach einer am Gebäude befindlichen Inschrift im Jahr 1697. Im Quedlinburger Denkmalverzeichnis ist das Haus als Wohnhaus eingetragen. Das Haus ist lediglich fünf Gebinde breit und an der Stockschwelle im Stil der Bauzeit verziert.
Die Haustür des Gebäudes wurde in der Zeit um 1890 erneuert.